# Punta Cian
La Punta Cian (o Punta Tzan; Pointe du Tsan in francese) è una montagna di 3.320 m s.l.m. delle Alpi Pennine (sottosezione Alpi del Weisshorn e del Cervino). Si trova in Valle d'Aosta, sullo spartiacque tra la Valtournenche e la Valpelline.

## Toponimo
Il termine Tsan, con ortografia italianizzata Cian, secondo la pronuncia locale (a Torgnon) del patois valdostano, che lo accomuna ad altri toponimi della regione, deriva dalla voce tsan o tzan, indicante un campo (cf. Champ, in francese).

## Accesso

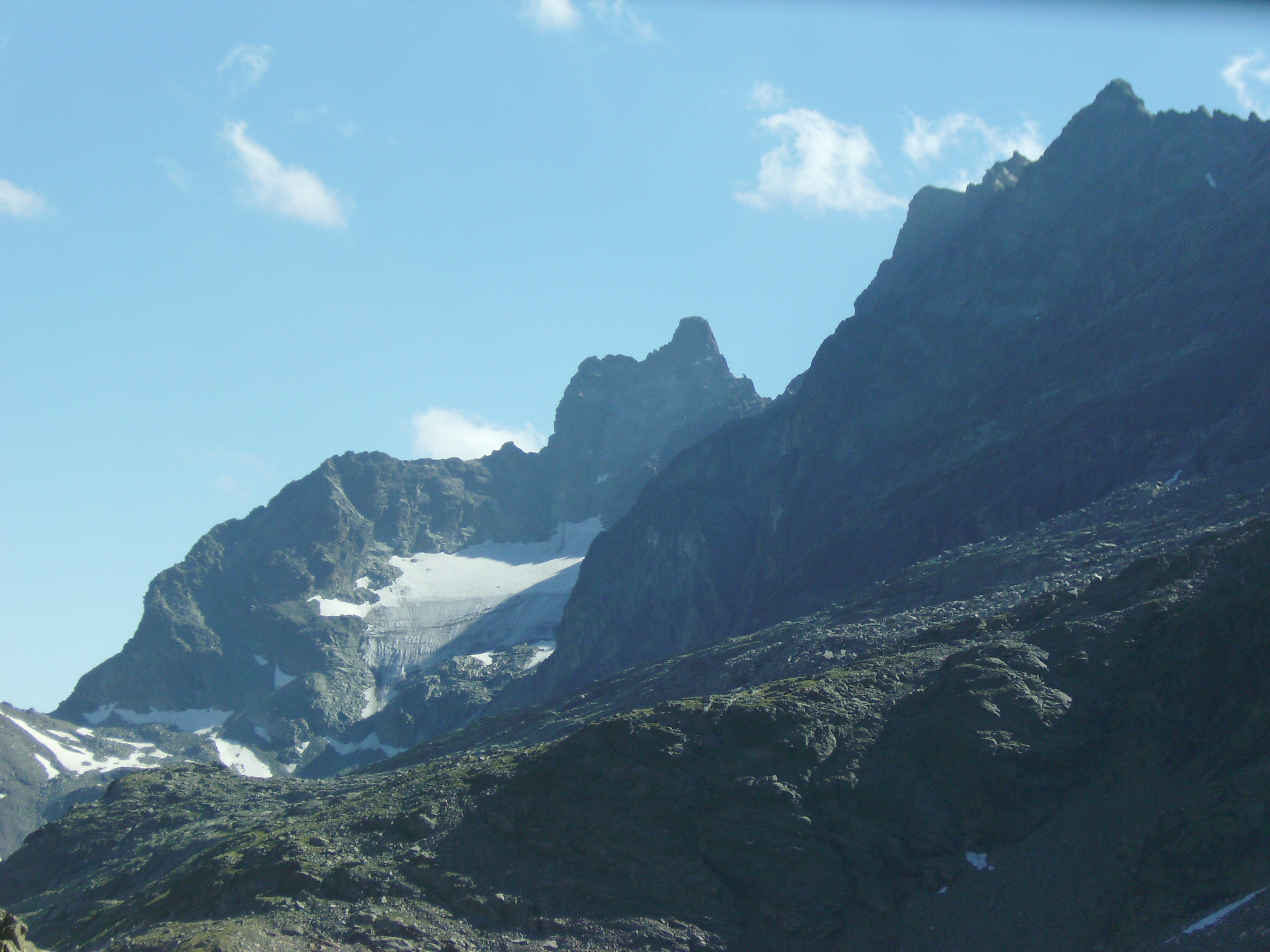
La vetta vista dal versante nord-orientale

È possibile salire sulla vetta partendo dalla frazione Châtel (1.682 m) di Torgnon e passando per il Bivacco Rivolta (2.900 m). La via è valutata AD-.